# 나카노시마촌 (니가타현 미나미우오누마군)
나카노시마촌(中之島村)은 니가타현 미나미우오누마군에 있던 촌이다. 

## 역사
- 1901년 11월 1일 - 미나미우오누마군 나카노시마촌이 성립하였다.
- 1956년 9월 30일 - 시오자와정과 합병해, 시오자와정이 신설되어 소멸하였다.

## 참고문헌
- 『市町村名変遷辞典』東京堂出版、1990年。